# 高野原新田
高野原新田（こうやはらしんでん）は、茨城県つくば市の大字。郵便番号300-4202。

## 地理
北は洞下、東は磯部、南東は明石、南から西は作谷に隣接している。

## 小字
小字は以下の通り。
- 高野原（こうやはら）

## 歴史
明治初年頃から明治22年までは高野原新田であり、筑波郡のうち。作谷村から分村。村高は「旧高薄」48石余。明治8年茨城県、明治11年筑波郡に所属。明治22年作岡村の大字となる。

### 年表
- 明治初年頃作谷村から分村[3][4]。
- 1875年（明治8年） - 茨城県に所属。
- 1878年（明治11年） - 筑波郡に所属。
- 1889年（明治22年）4月1日 - 町村制施行し、作谷村、安食村、寺具村、明石村、高野原新田が合併し筑波郡作岡村が発足。作岡村大字高野原新田となる。
- 1956年（昭和31年）9月30日 - 作岡村が筑波町に編入。筑波町高野原新田となる。
- 1988年（昭和63年）1月31日 - 筑波町がつくば市に編入。つくば市高野原新田になる。

## 小・中学校の学区
市立小・中学校に通う場合、学区は以下の通りとなる。
| 番地 | 義務教育学校         |
| ---- | -------------------- |
| 全域 | 秀峰筑波義務教育学校 |

## 世帯数と人口
2017年（平成29年）8月1日現在の世帯数と人口は以下の通りである。
| 大字       | 世帯数 | 人口 |
| ---------- | ------ | ---- |
| 高野原新田 | 9世帯  | 28人 |

## 交通

### 道路
- 都道府県道
  - 茨城県道45号つくば真岡線

### 公共交通
- ■ つくタク[6]